# متافور: ریفانتزیو
متافور: ریفانتزیو (انگلیسی: Metaphor: ReFantazio) نام یک بازی ویدئویی نقش‌آفرینی ساخته شده و منتشر شده توسط اتلوس می باشد که در اکتبر 2024 برای پلی‌استیشن ۴، پلی‌استیشن ۵، مایکروسافت ویندوز و ایکس‌باکس سری اکس و سری اس منتشر شد.